# Herbert Gustavus
Herbert Gustavus (* 22. Februar 1927 in Freinsheim; † 15. Oktober 2014 in Grünstadt) war ein deutscher Unternehmer und Politiker (SPD).

## Leben
Nach dem Besuch der Volksschule in Grünstadt absolvierte Gustavus von 1941 bis 1944 eine Lehre als Mechaniker und Maschinenbauer. 1944 wurde er zur Wehrmacht eingezogen und leistete Kriegsdienst. Nach dem Zweiten Weltkrieg gründete er einen Betrieb für Landmaschinen. Er bestand 1951 die Meisterprüfung als Landmaschinenmechaniker und betätigte sich sodann als selbständiger Handwerksmeister.
Gustavus trat 1963 in die SPD ein und war ab 1969 Ortsvereins- und Kreisverbandsvorsitzender der Partei. Er wurde 1964 in den Stadtrat von Grünstadt gewählt und war dort von 1965 bis 1972 Vorsitzender der SPD-Fraktion. Von 1973 bis 1992 amtierte er als Bürgermeister der Stadt Grünstadt. In seine Amtszeit fiel die Begründung der Städtepartnerschaft mit Carrières-sur-Seine. Von 1964 bis 1999 war er Mitglied des Kreistages und des Kreisausschusses des Landkreises Frankenthal bzw. nach der Gebietsreform des Landkreises Bad Dürkheim. Nach dem vorzeitigen Rücktritt von Hermann-Josef Deutsch übernahm er von 1988 bis 1990 als Erster Kreisbeigeordneter die kommissarische Leitung des Landratsamtes.
Bei der Landtagswahl 1971 wurde Gustavus über einen Listenplatz der SPD in den Landtag von Rheinland-Pfalz gewählt, dem er bis 1975 angehörte. Im Landtag war er Mitglied des Innenausschusses sowie des Ausschusses für Landwirtschaft und Weinbau.

## Ehrungen und Auszeichnungen
- 1997: Verdienstmedaille des Landes Rheinland-Pfalz
- 2001: Freiherr-vom-Stein-Plakette des Landes Rheinland-Pfalz
- 2014: Ehrenbürgerschaft der Stadt Grünstadt[1][2]